# Tretovularia villiana
Tretovularia villiana är en svampart som först beskrevs av Paul Wilhelm Magnus, och fick sitt nu gällande namn av Deighton 1984. Tretovularia villiana ingår i släktet Tretovularia, divisionen sporsäcksvampar och riket svampar.   Inga underarter finns listade i Catalogue of Life.